# 細川高基
細川 高基（ほそかわ たかもと）は、戦国時代の武将。和泉下守護家当主。細川京兆家当主・細川高国と同じく室町幕府11代将軍・足利義高（後の義澄）から偏諱を賜って高基と名乗った。

## 生涯
細川氏野州家分家の当主・細川春倶の子として誕生。兄・尹賢が細川氏典厩家を継ぎ、自身も当主が不在となった和泉下守護家を再興する。
永正10年（1513年）頃から和泉守護としての活動が見られるようになってくる。その頃の細川家は、京都に拠る高国派と阿波国を本拠とする澄元派に分かれていた（両細川の乱・高基は高国派）。このような中で、堺があるように交通の要衝である和泉国は度々合戦場となったという。大永3年（1523年）、高基は病を発し、翌年を境に活動が見られなくなる。その後任には野州家の縁者らしき細川勝基（九郎）がついた。
和泉守護家の出身ではない高基の守護就任には、次のような背景があった。従来、細川家は和泉に対して和泉両守護家（上守護家と下守護家）による統治を行ってきた。しかし、明応の政変からの細川政元と畠山尚順との戦いの中で、下守護家は当主細川政久が戦死し、それ以降の動向が定かではなくなってくる。さらに、永正5年（1508年）に高国が京兆家当主である澄元を追って当主となると、上守護家の元常は澄元に味方したのである。
また、上述のように和泉には代々守護が2人置かれてきたが、高基の場合も同様であった。高基と共に和泉守護となったのは細川晴宣（五郎）という人物で、畠山稙長の弟（尚順の子）であるという。晴宣、あるいはその後継者は享禄4年（1531年）の高国の敗死（大物崩れ）に際して共に倒れたという。

## 人物
従兄弟の高国のように文化活動に熱心であり『源氏物語』の講釈に参加し、また和歌を求める姿が『後法成寺関白記』（近衛尚通の日記）にみえる。